# Вивальди (антенна)

Схема антенны Вивальди

Антенна Вивальди — сверхширокополосный печатный излучатель, построенный на основе расширяющейся щелевой линии. Рабочая полоса такого излучателя обычно перекрывает частоты от (порядка…) 0,3..0,8 до 10..17 ГГц.
Такая антенна может быть выполнена из фольгированных материалов и даже встроена в элементы конструкции.  Полоса частот очень широкая и это сильно упрощает проектирование и реализацию такой антенны. Расположив две антенны одна в другой, можно получить  нужную поляризацию.

## Сложность расчёта
Теория этих антенн с электродинамической точки зрения очень сложна. На данный момент параметры подобных устройств подбираются эмпирически с помощью программных комплексов электродинамического моделирования таких, как CST Microwave Studio и HFSS Microwave Office.